# Rajon Ljubaschiwka
Der Rajon Ljubaschiwka (ukrainisch Любашівський район/Ljubaschiwskyj rajon; russisch Любашёвский район/Ljubaschjowski rajon) war eine administrative Einheit in der Oblast Odessa im Süden der Ukraine. Das Zentrum des Rajons war die Siedlung städtischen Typs Ljubaschiwka, die Einwohner verteilten sich auf zwei Siedlungen städtischen Typs sowie 54 Dörfer.

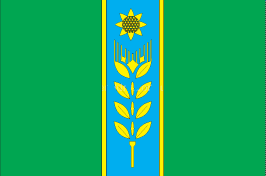
Flagge des Rajons

## Geographie
Der Rajon lag im Norden der Oblast Odessa, er grenzte im Norden an den Rajon Sawran, im Nordosten an den Rajon Krywe Osero (in der Oblast Mykolajiw), im Südosten an den Rajon Wradijiwka (Oblast Mykolajiw), im Süden an den Rajon Mykolajiwka, im Südwesten auf einem kurzen Stück an den Rajon Schyrjajewe, im Westen an den Rajon Ananjiw sowie im Nordwesten an den Rajon Balta.
Durch das ehemalige Rajonsgebiet fließen die Flüsse Kodyma, Tschytschyklija und Tylihul. Das Gebiet ist eher flach mit Höhenlagen zwischen 100 und 200 Metern (höchste Erhebung 201 Meter), im Westen erstreckt sich ein größeres zusammenhängendes Waldgebiet.

## Geschichte
Der Rajon entstand 1926, seit 1991 war er Teil der heutigen Ukraine.
Am 17. Juli 2020 kam es im Zuge einer großen Rajonsreform zum Anschluss des Rajonsgebietes an den Rajon Podilsk.

## Administrative Gliederung

### Siedlung städtischen Typs
| Siedlungen städtischen Typs | Siedlungen städtischen Typs | Siedlungen städtischen Typs    |
| Name                        | Name                        | Name                           |
| ukrainisch transkribiert    | ukrainisch                  | russisch                       |
| --------------------------- | --------------------------- | ------------------------------ |
| Ljubaschiwka                | Любашівка                   | Любашёвка (Ljubaschjowka)      |
| Selenohirske                | Зеленогірське               | Зеленогорское (Selenogorskoje) |

### Dörfer
| Dörfer                          | Dörfer             | Dörfer                                           | Dörfer            |
| Name                            | Name               | Name                                             | Gemeindezuordnung |
| ukrainisch transkribiert        | ukrainisch         | russisch                                         | Gemeindezuordnung |
| ------------------------------- | ------------------ | ------------------------------------------------ | ----------------- |
| Adamiwka                        | Адамівка           | Адамовка (Adamowka)                              | Krytschunowe      |
| Ahafijiwka                      | Агафіївка          | Агафиевка (Ajafijewka)                           | Ahafijiwka        |
| Aheijiwka                       | Агеївка            | Агеевка (Agejewka)                               | Iwaniwka          |
| Antoniwka                       | Антонівка          | Антоновка (Antonowka)                            | Iwaniwka          |
| Artschepytiwka                  | Арчепитівка        | Арчепитовка (Artschepitowka)                     | Bobryk Perschyj   |
| Bobryk Druhyj                   | Бобрик Другий      | Бобрик Второй (Bobrik Wtoroj)                    | Bobryk Perschyj   |
| Bobryk Perschyj                 | Бобрик Перший      | Бобрик Первый (Bobrik Perwy)                     | Bobryk Perschyj   |
| Bobryzke                        | Бобрицьке          | Бобрицкое (Bobrizkoje)                           | Nowokarbiwka      |
| Bokowe                          | Бокове             | Боково (Bokowo)                                  | Bokowe            |
| Demydiwka                       | Демидівка          | Демидовка (Demidowka)                            | Nowoseliwka       |
| Dmytriwske                      | Дмитрівське        | Дмитровское (Dmitrowskoje)                       | Nowokarbiwka      |
| Hwosdawka Druha                 | Гвоздавка Друга    | Гвоздавка Вторая (Gwosdawka Wtoraja)             | Hwosdawka Druha   |
| Hwosdawka Perscha               | Гвоздавка Перша    | Гвоздавка Первая (Gwosdawka Perwaja)             | Hwosdawka Druha   |
| Iwaniwka                        | Іванівка           | Ивановка (Iwanowka)                              | Iwaniwka          |
| Janowka (bis 2019 Iwaniwka)     | Яновка (Іванівка)  | Яновка/Ивановка (Iwanowka)                       | Serhijiwka        |
| Janyschiwka                     | Янишівка           | Янишевка (Janischewka)                           | Bobryk Perschyj   |
| Jassenowe Druhe                 | Ясенове Друге      | Ясеново Второе (Jassenowo Wtoroje)               | Jassenowe Druhe   |
| Jassenowe Persche               | Ясенове Перше      | Ясеново Первое (Jassenowo Perwoje)               | Jassenowe Druhe   |
| Kateryniwka Perscha             | Катеринівка Перша  | Катериновка Первая (Katerinowka Perwaja)         | Trojizke          |
| Komariwka                       | Комарівка          | Комаровка (Komarowka)                            | Mala Wassyliwka   |
| Kosatschyj Jar                  | Козачий Яр         | Казачий Яр (Kasatschy Jar)                       | Trojizke          |
| Krytschunowe                    | Кричунове          | Кричуново (Kritschunowo)                         | Krytschunowe      |
| Mala Wassyliwka                 | Мала Василівка     | Малая Василевка (Malaja Wassilewka)              | Mala Wassyliwka   |
| Mychajliwka                     | Михайлівка         | Михайловка (Michailowka)                         | Mala Wassyliwka   |
| Nowokarbiwka                    | Новокарбівка       | Новокарбовка (Nowokarbowka)                      | Nowokarbiwka      |
| Nowooleksandriwka               | Новоолександрівка  | Новоалександровка (Nowoalexandrowka)             | Mala Wassyliwka   |
| Nowoseliwka                     | Новоселівка        | Новосёловка (Nowosjolowka)                       | Nowoseliwka       |
| Nowotrojizke                    | Новотроїцьке       | Новотроицкое (Nowotroizkoje)                     | Trojizke          |
| Nowowosdwyschenka               | Нововоздвиженка    | Нововоздвиженка (Nowowosdwischenka)              | Serhijiwka        |
| Oleksandriwka                   | Олександрівка      | Александровка (Alexandrowka)                     | Serhijiwka        |
| Petriwka                        | Петрівка           | Петровка (Petrowka)                              | Bokowe            |
| Pokrowka                        | Покровка           | Покровка                                         | Pokrowka          |
| Posnanka Druha                  | Познанка Друга     | Познанка Вторая (Posnanka Wtoraja)               | Posnanka Perscha  |
| Posnanka Perscha                | Познанка Перша     | Познанка Первая (Posnanka Perwaja)               | Posnanka Perscha  |
| Pylypiwka                       | Пилипівка          | Пилиповка (Pilipowka)                            | Ahafijiwka        |
| Saplasy                         | Заплази            | Заплазы                                          | Bokowe            |
| Schajtanka                      | Шайтанка           | Шайтанка (Schaitanka)                            | Trojizke          |
| Schkarbynka                     | Шкарбинка          | Шкарбинка (Schkarbinka)                          | Nowokarbiwka      |
| Schlykarewe                     | Шликареве          | Шликарево (Schlikarewe)                          | Hwosdawka Druha   |
| Serhijiwka                      | Сергіївка          | Сергеевка (Sergejewka)                           | Serhijiwka        |
| Soltaniwka                      | Солтанівка         | Солтановка (Soltanowka)                          | Hwosdawka Druha   |
| Stepaniwka                      | Степанівка         | Степановка (Stepanowka)                          | Iwaniwka          |
| Syriwske                        | Сирівське          | Сыровское (Syrowskoje)                           | Nowokarbiwka      |
| Trojizke                        | Троїцьке           | Троицкое (Troizkoje)                             | Trojizke          |
| Tschabaniwka                    | Чабанівка          | Чабановка (Tschabanowka)                         | Hwosdawka Druha   |
| Tschajkiwka                     | Чайківка           | Чайковка (Tschajkowka)                           | Bokowe            |
| Tschajkiwske                    | Чайківське         | Чайковское (Tschajkowskoje)                      | Nowokarbiwka      |
| Tscherwonyj Jar                 | Червоний Яр        | Червоный Яр (Tscherwony Jar)                     | Nowokarbiwka      |
| Wassyliwka                      | Василівка          | Василевка (Wassilewka)                           | Hwosdawka Druha   |
| Welyka Wassyliwka               | Велика Василівка   | Великая Василевка (Welikaja Wassilewka)          | Mala Wassyliwka   |
| Welyke Bokowe                   | Велике Бокове      | Великое Боково (Welikoje Bokowo)                 | Bokowe            |
| Wolodymyriwka                   | Володимирівка      | Владимировка (Wladimirowka)                      | Hwosdawka Druha   |
| Wyschnewe (bis 2016 Schowtnewe) | Вишневе (Жовтневе) | Вишнёвое (Wischnjowoje)/Жовтневое (Schowtnewoje) | Ljubaschiwka      |